# Róbert Szádowsky
Róbert Szádowski (né le 16 août 1914 en Bucovine et décédé à une date inconnue) fut un joueur de football international roumain d'origine polonaise, dont le poste était gardien de but.

## Biographie
Il joue dans le club roumain de l'AMEF Arad puis à l'AS Monaco de 1950 à 1951.
Il est également convoqué par les deux sélectionneurs de l'équipe de Roumanie, Alexandru Săvulescu et Costel Rădulescu, pour participer à la coupe du monde 1938 en France, où la Roumanie est éliminée en 8e de finale par Cuba.